# 小山屋半五郎
小山屋 半五郎（おやまや はんごろう、生没年不詳）とは江戸時代の江戸の地本問屋、団扇問屋。

## 来歴
江戸の堀江町2丁目紋蔵地借において、後に安政5年（1858年）2月に堀江町1丁目文平地借に移転して文化から幕末にかけて地本問屋および団扇問屋を営業している。主に初代歌川豊国の錦絵を出版している。

## 作品
- 歌川豊国 「三十六ばんつゞき役者十二つき 六月」 大判3枚続 文化6年（1809年）
- 歌川豊国 「三世坂東三津五郎の直実と二世岩井粂三郎のあつ盛」 大判 文政3年（1820年）9月中村座『一谷嫰軍記』に取材